# 2014년 이바라키현 남부 지진
2014년 이바라키현 남부 지진은 2014년 9월 16일에 일본의 이바라키현 남부에서 발생한 지진이다. 지진 규모는 M5.6. 도치기현, 군마현, 사이타마현에서 최대 진도5약을 관측했다. 이 지진은 도호쿠 지방 태평양 해역 지진 (2011년)의 유발지진인 것으로 추정된다.

## 진도
진도5약을 관측한 지역은 다음과 같다.
| 진도 | 도도부현   | 시정촌                                                           |
| ---- | ---------- | ---------------------------------------------------------------- |
| 5약  | 도치기현   | 사노시 시모쓰케시                                                |
| 5약  | 군마현     | 마에바시시 이세사키시 오타시 지요다정 오이즈미정 오라정 미도리시 |
| 5약  | 사이타마현 | 구마가야시 가조시 혼조시 후카야시 구키시 미사토정                |

## 피해
- 부상자 10명
- 건물 일부붕괴 1,060채[7]